# Франческо V д'Есте
Франческо V Д'есте (італ. Francesco V Francesco V; 1 червня 1819, Модена, герцогство Моденське — 20 листопада 1875, Відень, Австро-Угорщина)  - герцог Модена, Реджіо і Мірандола, герцог Гуасталла з 1847 р., а також герцог Масса і князь Каррара з 1846 по 1859 рр. Його батьками були Франческо IV і принцеса Марія Беатрис.  Він був останнім панівним герцогом Модена до того, як князівство було включено до Королівства Італії.

## Життя
Франческа хрестили через 5 днів після народження, місцевим архієпископом у місцевому соборі; хрещеним батьком був імператор Австрії Франц І, колишній Священний Римський імператор, а його дядько ерцгерцог Фердинанд виступав хрещеним батьком за дорученням імператора.
У 1826 році Франческо IV з Модени призначив графа Клементе Короніні (Clemente Coronini) наставником Франческа з Доном П'єтро Раффаеллі (Don Pietro Raffaelli), який пізніше став єпископом Карпі та Реджіо, як його помічником. У 1829 році барон Ернест Герамб (Ernest Geramb) став новим наставником Франческа.
15 вересня 1836 року Франческ удостоєний статусу лицаря австрійського ордену Золотого руна, а через 3 роки він отримав орден Великого Захисника Голландського лева (Grand Cordon of the Dutch Order of the Lion).
Після смерті своєї матері в 1840 році Франческо вважався законним спадкоємцем престолів Англії, Шотландії та Ірландії якобітами (Jacobites) як Франциск I. Після смерті його племінниця Марія Терезія Австрія-Есте (Maria Theresia of Austria-Este) стала претендентом на престол.
30 березня 1842 року Франческо одружився з принцесою Адельгундою Баварською, дочкою короля Людвіга I,  у Мюнхенській резиденції. Архієпископ Мюнхен-Фрайзінг (Munich-Freising) став головним свідком весілля. У парі була тільки одна дитина, принцеса Анна Беатріче (19 жовтня 1848 року в Гріс, Больцано - 8 липня 1849 в Модені).
У 1842 році Франческо отримав інший орден: Савойський Верховний Орден Святого Благовіщення (the Savoy Supreme Order of the Most Holy ).
Після смерті батька Франческа IV в Модені 21 січня 1846 року Франческу вдалося керувати Моденом. Будучи членом кадетського відділення Будинку Габсбург-Лотарингії (House of Habsburg-Lorraine), він також носив титули ерцгерцога Австрії та князя Королівства Угорщини та Богемії; від батька він також успадкував титул герцога Реджіо і Мірандола, герцога Масса, принца Каррара і Луніджана. Після смерті його двоюрідної сестри імператриці Марії-Луїзи (Marie-Louise) 18 грудня 1847 року він удостоєний титулу герцога Гуасталла.
Під час революцій 1848 року Франческо змушений покинути своє герцогство через народне повстання і був відновлений герцогом Модена австрійськими військами наступного року.
У 1855 році Франческо створив власний новий орден: орден орла Есте, з якого він виступав магістром.
У 1859 р. в Монайське герцогство вдерлися війська Франції та П'ємонт. 14 червня Франческо втікає. 18 березня 1860 року король Віктор Емануель II з Сардинії упорядкував Моден бути включеним у нове королівство Італії. Франческо почав протестувати через чотири дні.
Після втрати свого князівства Франческо відійшов до Відня, де жив у палаці Модена. Він також мав літню резиденцію у замку Wildenwart в Баварії. Незважаючи на те, що він провів більшу частину свого часу в Австрії, він подорожував, і в 1864 році відвідав Близький Схід.
7 березня 1861 р. Британський канцлер казначейства Вільям Еварт Гладстон  (William Ewart Gladstone) зробив словесну атаку проти Франческа. Пізніше лорд Дербі (Lord Derby)  і Костянтин Фіппс ( Constantine Phipps) виявили, що звинувачення Гладстона було цілковито помилковим.
Франческо помер у Відні 20 листопада 1875 року. Він залишив велику частину свого маєтку його двоюрідному братові, двічі звільненій ерцгерцог Франц Фердінанд з Австрії, який згодом використовував титул ерцгерцогів Австрії-Есте. Його залишки зберігалися в Капуцинській церкві у Відні (Capuchin Church in Vienna).